# Elecciones parlamentarias de Grecia de 1990
Las elecciones parlamentarias de Grecia fueron realizadas el 8 de abril de 1990. El partido conservador Nueva Democracia, liderada por Constantinos Mitsotakis, se convirtió en el partido más grande, derrotando al Movimiento Socialista Panhelénico (PASOK) de Andreas Papandréu. Al ser capaces de obtener 151 de los 300 escaños del Consejo de los Helenos, Nueva Democracia tuvo que garantizar el apoyo de Theodoros Katsikis, único diputado de Renovación Democrática. Poco después de que Mitsotakis recibiera una moción de confianza por parte de la Corte Especial Suprema, después de que se detectara un error en el cálculo de escaños, se le otorgó a Nueva Democracia un total de 152 escaños.

## Resultados
|  | 46.89 % |

|  | 38.61 % |

|  | 10.28 % |

|  | 0.8 % |

|  | 3.42 % |

|  | 97.78 % |

|  | 2.22 % |

|  | 100.0 % |

|  | 79.24 % |